# 中通快递
中通快递（：ZTO、港交所：2057）是中国一家物流快递公司，成立于2002年5月8日，也是中国大陆主流快递公司“三通一达”中的“通”之一。主要业务为快递、物流配送与仓储等，提供限时送达服务。此外，亦有提供代收货款、签单返回、到付、代取件等增值业务。中通快递是中国业务量最大的物流快递公司，2020年，中通快递业务量为170亿余件，国内市场占用率达到20.4%，为全行业第一。
2016年2月，中通快递计划在美国进行首次公开募股。同年10月27日在纽约证券交易所上市，发行价每股19.5美元發行7,210萬股股票筹资14亿美元。但当日收盘出现下跌，收于16.57美元，接近日内最低价16.50美元，收盘市值约为121亿美元。

## 争议

### 宠物盲盒事件
2021年5月3日，成都爱之家动物救助中心义工在成都市金牛区荷花池中通快递网点发现被打包的猫狗160余只，当时正准备被当作普通货物发往外地，而中通快递和托运人在当时没有出示相关的猫狗检疫合格证明。运送猫狗的快递单显示，运送物品多为混血边牧、混血蓝猫等名贵品种，但盒子内实际多为普通土狗土猫，疑是“宠物盲盒”。5月4日，这批猫狗被转移至成都市石板滩宠物城临时安置，相关部门工作人员到达安置地对猫狗进行检测检疫。5月5日，成都爱之家动物救助中心基地负责人陈运莲表示，已经在受检动物中发现了6只犬只感染了细小病毒，1只感染了犬瘟病毒，2只疑似感染细小病毒，所有患病犬只均已隔离。中通快递5月4日通报称，上述活体动物系平台电商客户线上销售，中通快递成都荷花池网点违规揽收。自5月5日起，中通快递成都荷花池网点暂停快递揽收业务，全面自查，并配合相关部门调查；同时，中通快递四川省管理中心寄递安全负责人停职检查，扣除其全年绩效奖金。5月8日，成都市邮政管理局网站披露处罚公告，中通快递成都荷花池网点在寄件人未提供合法安全证明的情况下，违规收寄活体动物，被罚款30000元。此外，成都市邮政管理局责令该公司进一步落实“收寄验视、实名收寄、过机安检”三项制度，规范活体动物寄递。中通快递四川省管理中心在快件安全保障方面对中通快递成都荷花池网点未实行统一管理，被罚款50000元。此外，成都市邮政管理局责令该公司进一步加强网点管理，落实快件安全保障等措施。
其后，“宠物盲盒”事件再在苏州出现。5月11日，苏州市小动物保护志愿者协会官方微博发文，苏州发生了大量同类违规快递的拒收，在苏州中通的中转站也被发现了死亡的宠物幼崽。5月12日，苏州市邮政管理局发布的情况通报显示，执法人员第一时间赶赴现场调查，到达现场时，发现宠物盲盒快件13件，动物已死亡。面单信息显示，该批快件于2021年5月5日发出，寄件人地址为邳州市官湖镇双沟村，于7日到达成都中转部，8日被成都中转部退回至寄件人，因错分被发往苏州中转部。中通快递江苏省管理中心正在配合属地邮政管理局调查。

### 错寄医疗器材事件
2024年7月28日，篮球运动员郭艾伦表示通过中通快运邮寄治疗的医疗器材，因工作人员填错地址，耽误治疗，事后无法取得联系。郭艾伦说他填的收货地址是沈阳，工作人员填错地址寄到了陕西。随后他与深圳分站沟通，态度冷漠且无视失误，且后续再次试图联系电话无人接听。29日上午，中通快运深圳松岗东方快递站工作人员表示系录入系统信息时操作失误导致，已联系郭艾伦道歉并协商赔偿，并对涉事工作人员批评教育。30日，中通快递官方微博发表致歉声明，表示计划在8月4日前对全网服务质量管理人员及客服进行专项培训，涉事网点的负责人和客服也将前往总公司接受培训。